# Nussmilch

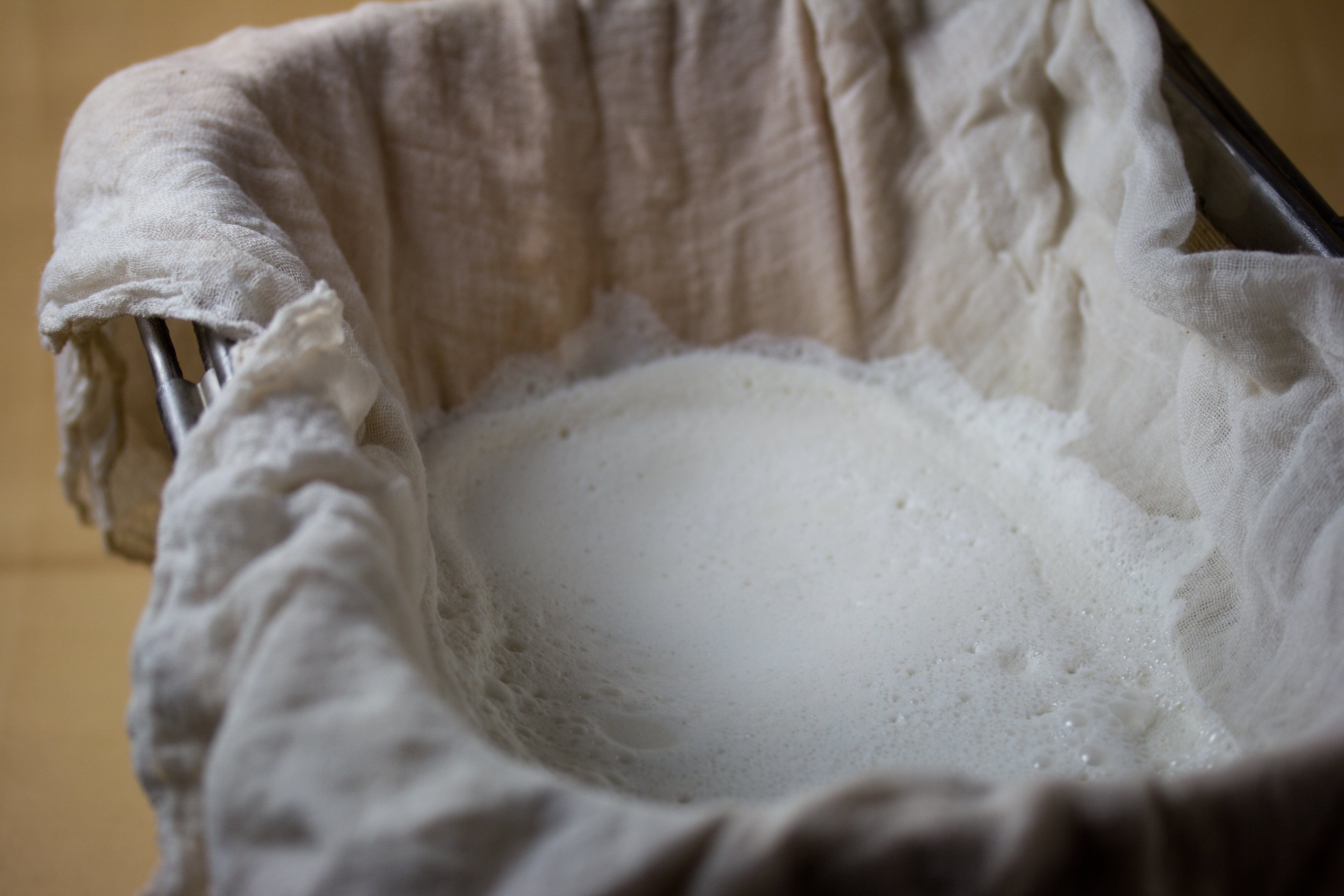
Zubereitung von Nussmilch

Nussmilch ist ein aus Nüssen hergestelltes pflanzliches Getränk. Ihre Verwendungsmöglichkeit in der Ernährung des Menschen lässt sich mit der von Milch vergleichen, weshalb Nussmilch als pflanzliche Milch gilt. Nussmilch ist ein flüssiger Extrakt aus ganzen Nüssen. Zur Herstellung werden Nüsse für einige Stunden in Wasser eingeweicht und anschließend mit frischem Wasser fein püriert. Zum Schluss werden die festen Bestandteile herausgefiltert, je nach Sorte werden noch Speisesalz, Süßungsmittel (zum Beispiel Agavensirup) oder Aromen beigemischt. Die Filterrückstände, ähnlich dem Trester beim Pressen von Früchten, sind ebenfalls zum Verzehr geeignet und lassen sich anderweitig weiterverwenden, etwa im Müsli. Da der Herstellungsprozess üblicherweise ohne Erhitzen auskommt, ist Nussmilch auch bei einer Rohkost-Ernährung geeignet. Übliche Nüsse zur Verarbeitung zu Nussmilch sind Haselnüsse und Walnüsse.
Da der Begriff Milch in manchen Ländern geschützt ist, werden kommerzielle Produkte alternativ auch als Nussdrink bezeichnet.
Eingesetzt wird Nussmilch etwa von Veganern, Ovo-Vegetariern sowie Menschen mit Laktoseintoleranz oder Milcheiweiß-Allergie. Da Nussmilch parve (weder milch- noch fleischhaltig) ist, kann es auch im Kontext der jüdischen Speisegesetze relevant sein.